# Djuptjärnen (Ramsbergs socken, Västmanland)
Djuptjärnen är en sjö i Lindesbergs kommun i Västmanland och ingår i Norrströms huvudavrinningsområde.